# Данвіль (Іллінойс)
Данвіль (англ. Danville) — місто (англ. city) в США, в окрузі Вермільйон штату Іллінойс, адміністративний центр округу. Населення — 29 204 особи (2020).

## Географія
Данвіль розташований за координатами 40°8′33″ пн. ш. 87°36′39″ зх. д. / 40.14250° пн. ш. 87.61083° зх. д. (40.142628, -87.610707). За даними Бюро перепису населення США в 2010 році місто мало площу 46,53 км², з яких 46,33 км² — суходіл та 0,20 км² — водойми.
Розташоване на сході штату Іллінойс в 190 км південніше Чикаго та 140 км на захід від Індіанаполіса. Загальна площа міста становить 46,5 км².
Данвіль є великим транспортним центром: він обслуговує чотири залізничних магістралі та регіональний аеропорт.

## Демографія
Згідно з переписом 2010 року, у місті мешкало 33 027 осіб у 12 843 домогосподарствах у складі 7779 родин. Густота населення становила 710 осіб/км². Було 14719 помешкань (316/км²).
Расовий склад населення:
| - 62,5 % — білих - 30,2 % — чорних або афроамериканців - 1,2 % — азіатів - 0,3 % — корінних американців - 2,3 % — осіб інших рас |

До двох чи більше рас належало 3,5 %. Частка іспаномовних становила 6,5 % від усіх жителів.
За віковим діапазоном населення розподілялося таким чином: 25,6 % — особи молодші 18 років, 59,5 % — особи у віці 18—64 років, 14,9 % — особи у віці 65 років та старші. Медіана віку мешканця становила 36,1 року. На 100 осіб жіночої статі у місті припадало 100,2 чоловіків; на 100 жінок у віці від 18 років та старших — 99,4 чоловіків також старших 18 років.
Середній дохід на одне домашнє господарство становив 47 425 доларів США (медіана — 34 756), а середній дохід на одну сім'ю — 55 841 долар (медіана — 42 934). Медіана доходів становила 37 695 доларів для чоловіків та 31 228 доларів для жінок. За межею бідності перебувало 28,5 % осіб, у тому числі 44,6 % дітей у віці до 18 років та 8,2 % осіб у віці 65 років та старших.
Цивільне працевлаштоване населення становило 11 479 осіб. Основні галузі зайнятості: освіта, охорона здоров'я та соціальна допомога — 24,3 %, виробництво — 16,1 %, роздрібна торгівля — 11,2 %, мистецтво, розваги та відпочинок — 9,5 %.

## Відомі уродженці та жителі міста
- Ірвінг Азофф — продюсер та менеджер, працює з Guns N' Roses, 30 Seconds to Mars, Крістіною Агілерою та ін.
- Джозеф Кеннон (1836—1926) — політик, конгресмен, лідер республіканської партії.
- Джин Гекмен — відомий американський актор.
- Дональд О'Коннор — американський актор, режисер, продюсер.
- Джозеф Таннер — астронавт NASA.
- Елен Веллс (1910—1986) — письменник, автор книг для підлітків.